# Ficção de mistério

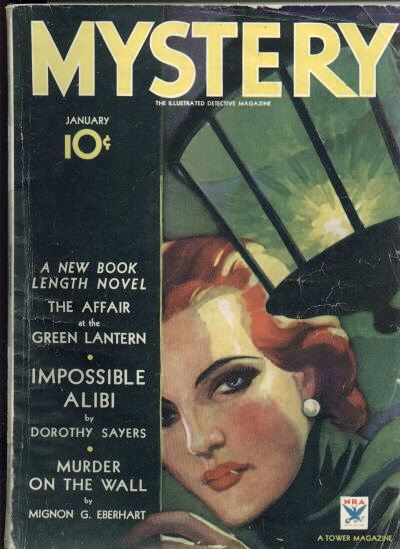
Mystery, capa de revista de ficção de mistério de 1934

A ficção de mistério é um gênero de ficção que geralmente envolve uma misteriosa morte ou um crime a ser resolvido. Muitas vezes, com um círculo fechado de suspeitos, cada suspeito geralmente recebe um motivo confiável e uma oportunidade razoável para cometer o crime. O personagem central frequentemente será um detetive que eventualmente resolve o mistério por dedução lógica dos fatos apresentados ao leitor. Às vezes os livros de mistério são não-ficcionais. "Ficção de mistério" pode ser uma história de detetive na qual a ênfase está no elemento quebra-cabeça ou suspense e sua solução lógica, como um whodunit. Ficção de mistério pode ser contrastada com histórias de detetive hardboiled, que se concentram em ação e realismo corajoso.
A ficção de mistério pode envolver um mistério sobrenatural em que a solução não precisa ser lógica, nem mesmo crime envolvido. Esse uso era comum nas revistas pulp dos anos 1930 e 1940, onde títulos como Dime Mystery, Thrilling Mystery e Spicy Mystery ofereciam o que na época eram descritos como histórias de "estranhas ameaças" — horror sobrenatural na veia de Grand Guignol. Isso contrastava com títulos paralelos dos mesmos nomes que continham ficção policial convencional. O primeiro uso do "mistério" nesse sentido foi o Dime Mystery, que começou como uma revista de ficção criminal comum, mas mudou para "uma estranha ameaça" durante o final de 1933.